# Sredni wrych
Sredni wrych (bułg. Средни връх) – szczyt pasma górskiego Riła, w Bułgarii, o wysokości 2531 m n.p.m.